# Dumitru Buja
Dumitru Buja a fost un – delegat titular al Cercului electoral nr II din Târgu Mureș, fiind deputat în Marea Adunare Națională de la Alba Iulia, organismul legislativ reprezentativ al „tuturor românilor din Transilvania, Banat și Țara Ungurească”, cel care a adoptat hotărârea privind Unirea Transilvaniei cu România, la 1 decembrie 1918.